# Marita Kufel
Marita Kufel (* 25. August 1965) ist eine ehemalige deutsche Fußballspielerin.

## Karriere
Kufel gelangte 1991 aus Hösbach nach Seckach. Spielte sie zuvor bei der SpVgg Hösbach-Bahnhof, sollte sie nun – gemeinsam mit Dagmar Gramlich, der jüngsten Spielerin im Team und Routinier Silvia Herold – den Weggang von Stürmerin Christine Fütterer beim SC Klinge Seckach kompensieren.
Von 1991 bis 1996 spielte sie für den Verein in der Gruppe Süd der seinerzeit zweigleisigen Bundesliga. Höhepunkt während ihrer Vereinszugehörigkeit war das Mitwirken im Finale um den Vereinspokal am 25. Mai 1996 im Olympiastadion Berlin, das ihre Mannschaft erreicht hatte. In diesem wirkte sie vor 40.000 Zuschauern – als Vorspiel zum Männerfinale – mit, blieb bei der 1:2-Niederlage gegen den FSV Frankfurt ohne Torerfolg; das einzige Tor ihrer Mannschaft gelang Renate Lingor in der neunten Minute zum 1:1-Ausgleich.

## Erfolge
- DFB-Pokal-Finalist 1996